# Thomas R. Pickering

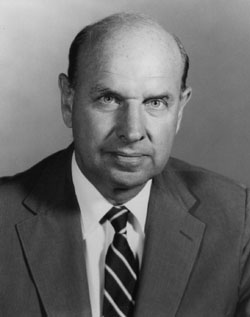
Thomas R. Pickering

Thomas Reeve Pickering (* 5. November 1931 in Orange, New Jersey) ist ein ehemaliger US-amerikanischer Diplomat und Wirtschaftsmanager.

## Biografie

### Aufstieg zum Botschafter
Nach dem Schulbesuch studierte er die Geschichte Europas im Mittelalter am Bowdoin College und schloss dieses Studium 1953 mit einem Bachelor of Arts ab. Anschließend studierte er an der Fletcher School of Law and Diplomacy der Tufts University und erwarb dort 1954 einen Master of Arts. Danach absolvierte er mit einem Stipendium der Fulbright-Kommission ein weiteres postgraduales Studium im Fachgebiet Geschichte des Commonwealth of Nations an der University of Melbourne und beendete dieses 1956 mit einem M.A. British Commonwealth History. Während des Studiums wurde er von der renommierten Verbindung Phi Beta Kappa als Mitglied aufgenommen. Nach seiner Rückkehr in die USA leistete er zwischen 1956 und 1959 seinen Militärdienst in der US Navy.
Nach Beendigung des Studiums trat er in den diplomatischen Dienst des US-Außenministeriums ein und war dort zunächst Forschungsspezialist für Geheimdienste. Anschließend wurde er 1961 Politischer Mitarbeiter bei den Verhandlungen zum Vertrag über das Verbot von Kernwaffenversuchen in der Atmosphäre, im Weltraum und unter Wasser in Genf, ehe er zwischen 1965 und 1967 Politischer Mitarbeiter an der Diplomatischen Vertretung in Sansibar war.
Im Anschluss folgte eine Verwendung als Stellvertretender Leiter der Vertretung in Tansania sowie danach von 1969 bis 1973 als Stellvertretender Direktor des Büros für Politisch-Militärische Angelegenheiten des Außenministeriums. Pickering war auch als Persönlicher Referent der Außenminister William P. Rogers und Henry Kissinger tätig. Nach dem Ende der Amtszeit von US-Präsident Richard Nixon war er zwischen 1974 und 1978 Botschafter in Jordanien.
1978 kehrte er ins Außenministerium zurück und wurde dort Staatssekretär für Ozeane, Internationale Umwelt- und Wissenschaftsangelegenheiten (Assistant Secretary of State for Oceans and International Environmental and Scientific Affairs). 1981 erfolgte seine Akkreditierung als Botschafter in Nigeria sowie danach 1983 in El Salvador. Anschließend war er von 1985 bis 1988 als Nachfolger von Samuel W. Lewis Botschafter in Israel.
Zwischen 1989 und 1992 war Thomas Pickering Ständiger Vertreter und Botschafter bei den Vereinten Nationen. Nach Beendigung dieser Tätigkeit war er kurzzeitig noch Botschafter in Indien, ehe er zwischen 1993 und 1996 Botschafter der Vereinigten Staaten in Russland war. Nach seiner Rückkehr ins State Department war er von 1997 bis 2000 Unterstaatssekretär für Politische Angelegenheiten (Under Secretary of State for Political Affairs).

### Tätigkeiten in der Privatwirtschaft
Nach seinem anschließenden Ausscheiden aus dem diplomatischen Dienst wechselte er in die Privatwirtschaft, beschäftigte sich allerdings weiterhin mit internationalen Beziehungen.
Zunächst war er zwischen 2001 und 2006 Leitender Vizepräsident für internationale Beziehungen von Boeing. Während dieser Zeit war er im März 2003 auch Stellvertretender Vorsitzender der Task Force zum Irak des Council on Foreign Relations. Deren Report beinhaltete 30 spezielle Anmerkungen für eine Nachkriegspolitik im Irak, die allerdings offensichtlich von der Regierung von US-Präsident George W. Bush nicht beachtet wurden. Seit 2004 ist er auch Vorsitzender der American Academy of Diplomacy.
Daneben war er in zahlreichen weiteren Institutionen und Organisationen tätig wie zum Beispiel als Vorstandsmitglied der American Ditchley Foundation, des American Iranian Council, des Center for Democracy, des National Bureau of Asian Research, des National Committee on US-China Relations, des Thomas J. Watson Institute sowie des Henry L. Stimson Center. Außerdem war er Mitglied der Beratungsgremium der Capital Partners for Education und der Partnership for a Secure America sowie Trustee der Carnegie Corporation sowie der George C. Marshall Foundation.